# Alfred Fuhlrodt
Alfred Fuhlrodt (* 15. Juli 1890 in Langensalza; † 26. April 1976 in Köln) war ein deutscher Politiker (LDP, FDP).
Fuhlrodt arbeitete als Kaufmann zunächst in seiner Heimat Thüringen, wo er sich 1945 an der Gründung der LDP beteiligte. Am 24. April 1947 rückte er in den Thüringer Landtag nach. Als er Anfang 1950 in die Bundesrepublik Deutschland ging, verlor er zum 28. Februar 1950 sein Mandat. Er ließ sich in Köln-Sülz nieder, wo er erneut als Kaufmann tätig war und 1952 Vorsitzender des FDP-Kreisverbandes Köln wurde. Von 1955 bis 1961 war er FDP-Ratsherr in Köln.
1914 hatte Fuhlrodt in Mühlhausen Elly Binternagel geheiratet. Er verstarb 1976 im Alter von 85 Jahren.